# Курортна вулиця (Миколаїв)
Вулиця Курортна — вулиця у місті Миколаєві, в мікрорайоні «Ліски», яка починається від вулиці Озерної (початок мікрорайону Намив) і закінчується 5-м Парниковим провулком.

## Історія

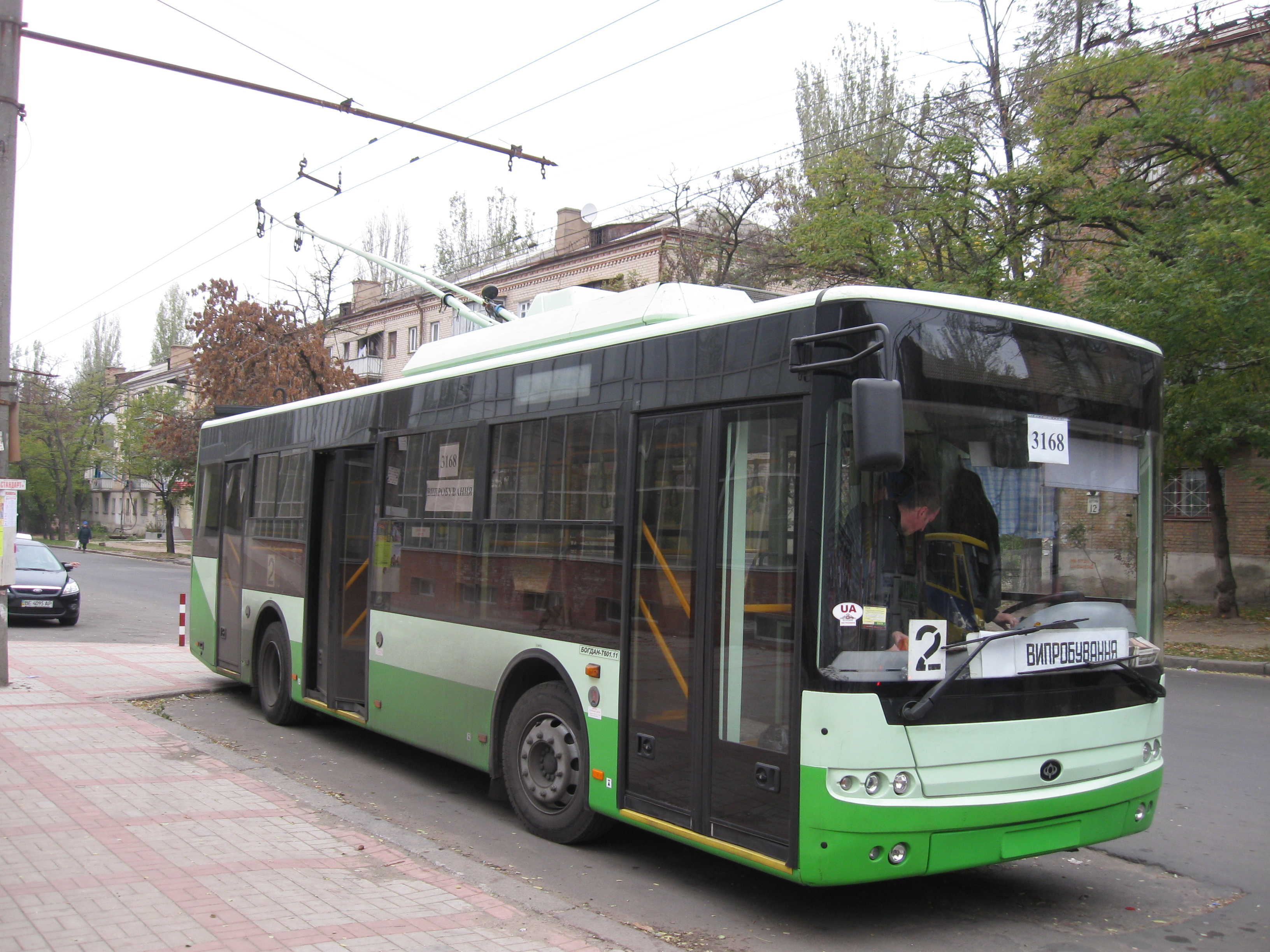
Тролейбус «Богдан Т60111» на вулиці Курортній

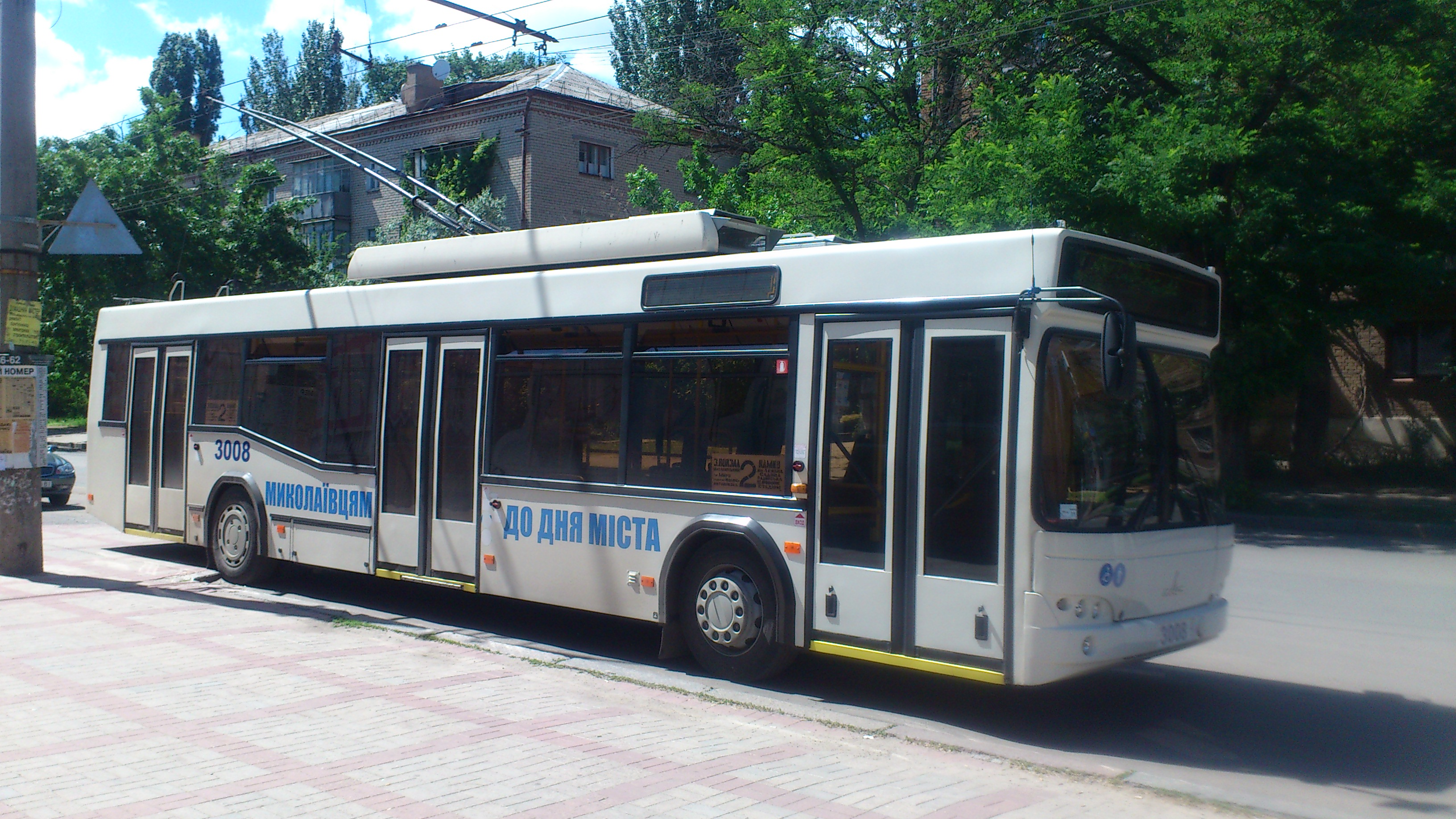
Новий тролейбус — подарунок миколаївцям до Дня міста

У 1976 році вулиця була названа на честь міністра суднобудівної промисловості СРСР Бориса Бутоми. У 2016 році у зв'язку з декомунізацією вулиці було повернено історичну назву.

## Пам'ятки
- За адресоюю вул. Курортна 1-а розташована будівля колишнього кінотеатру «Іскра», що був побудований у 1978 року. З 2002 по 2004 рік в будівлі кінотеатру розташовувалася церква «Віфанія». Згодом в будівлі знову почав працювати кінотеатр, але 2013 він знову закрився. Наразі будівля перебуває у занедбаному стані[2].
- З північно-східної сторони, від вулиці Генерала Алмазова до вулиці Київської до Курортної вулиці примикає парк «Ліски».

## Транспорт
Від вулиці Озерної до вулиці Євгена Логінова Курортною вулицею проходить частина маршрутів тролейбусів № 2 і № 5.